# Jokszam állomás
Jokszam (Yeoksam) állomás a szöuli metró 2-es vonalának állomása, mely Szöul Kangnam-ku (Gangnam-gu) kerületében található. Közel van hozzá a Kukkivon (Kukkiwon), a dél-koreai taekwondoszövetség központja.

## Viszonylatok
| 2-es vonal                                        | 2-es vonal | 2-es vonal                                                         |
| ------------------------------------------------- | ---------- | ------------------------------------------------------------------ |
| Szollung (Seolleung) (külső oldal) Városháza felé | fő vonal   | Kangnam (Gangnam) (belső oldal) Cshungdzsongno (Chungjeongno) felé |